# György Konrád

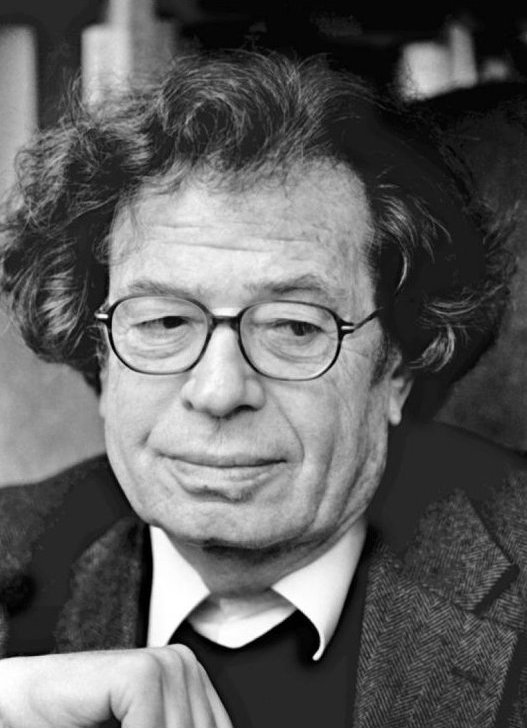
György Konrád (2002)

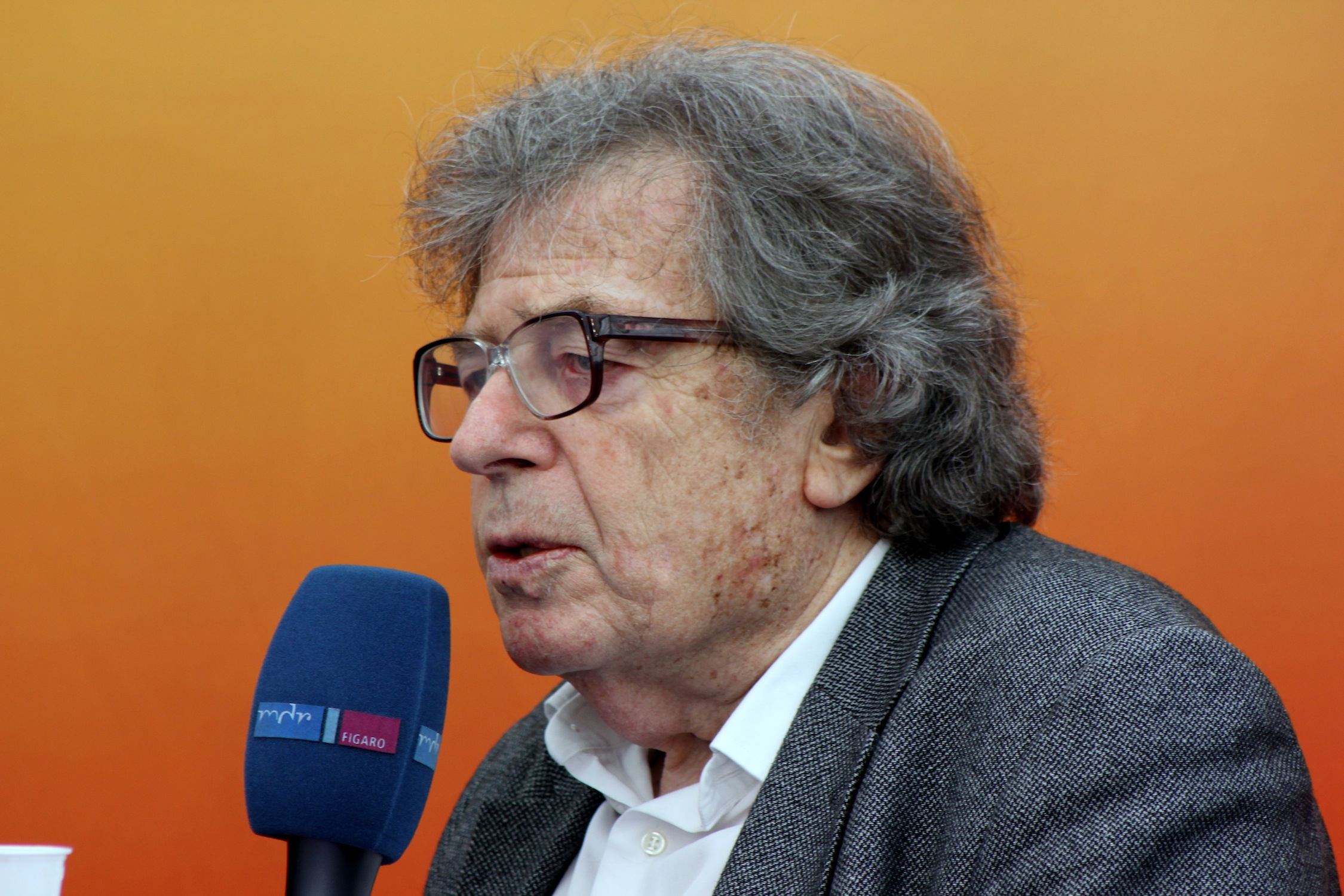
György Konrád (2013)

György Konrád [ˈɟørɟ ˈkonraːd] (* 2. April 1933 in Debrecen, Ungarn; † 13. September 2019 in Budapest) war ein ungarischer Schriftsteller und Essayist.
Als Essayist setzte sich Konrád während des Kalten Krieges für ein friedliches und föderales Mitteleuropa ein; als Schriftsteller beschäftigte er sich immer wieder mit dem Nationalsozialismus, dem Ungarischen Volksaufstand von 1956 und seiner Familiengeschichte.
Er war von 1997 bis 2003 Präsident der Berliner Akademie der Künste und galt als einer der bekanntesten ungarischen Schriftsteller, dessen Werk vielfach übersetzt wurde.

## Leben
György Konrád wurde 1933 in eine jüdische Familie im ostungarischen Debrecen geboren und wuchs in der nahegelegenen Stadt Berettyóújfalu auf. Im Jahr 1944 entging er nur knapp der Deportation in das Konzentrationslager Auschwitz durch das Eichmann-Kommando und dessen ungarische Helfer. Mit seinen Geschwistern floh er zu Verwandten nach Budapest und lebte dort in einer Wohnung unter dem Schutz des Schweizer Vizekonsuls Carl Lutz. Seine Eltern waren am 15. Mai 1944 deportiert worden und überlebten die Zwangsarbeit. Die Ereignisse dieser Jahre beschrieb er in seinen Romanen Heimkehr und Glück.
Konrád studierte an der Eötvös-Loránd-Universität in Budapest Literaturwissenschaft, Soziologie und Psychologie bis zum Ungarnaufstand 1956. Von 1959 bis 1965 arbeitete er als Jugendschutzinspektor für die Vormundschaftsbehörde eines Budapester Stadtbezirks; nebenher publizierte er erste Essays. 1965 stellte ihn das Budapester Institut und Planungsbüro als Soziologen für Städtebau ein.
Sein Romandebüt Der Besucher veröffentlichte er 1969. Seit dem Erfolg des Erstlingswerkes konzentrierte er sich auf die literarische Arbeit. In seinen Essays plädierte er für ein friedliches Mitteleuropa, das die Grenzen zwischen Ost und West überwinden solle. Neben Václav Havel, Adam Michnik oder Pavel Kohout zählte er zu den wichtigsten Stimmen der Dissidenten vor 1989. Weil er zwischen 1978 und 1988 nicht publizieren durfte, reiste er durch Westeuropa, Amerika und Australien. Das Publikationsverbot wurde 1989 aufgehoben.
Er war von 1990 bis 1993 Präsident der internationalen Schriftstellervereinigung P.E.N. Von 1997 bis 2003 war er Präsident der Akademie der Künste in Berlin-Brandenburg. Regelmäßig publizierte er in der 1854 gegründeten ungarischen deutschsprachigen Zeitung Pester Lloyd.
Seine Äußerungen zu tagespolitischen Themen wurden kontrovers diskutiert; so lehnte er den NATO-Einsatz im früheren Jugoslawien ab, während er sich 2003 für den Irakkrieg aussprach. Die Kulturpolitik der Regierung von Viktor Orbán seit 2010 fand seinen Widerspruch, und er sah sich zusammen mit anderen jüdischen Schriftstellern in Ungarn antisemitischen Anfeindungen ausgesetzt, denen die Regierung aus seiner Sicht nicht entgegentrat. Konrád war mit Ágnes Heller der Meinung, dass man die rechtsextreme Partei Jobbik aus einer „technischen Koalition“ nicht ausschließen sollte, da diese Rechtsaußen-Partei keine Gefahr für die ungarische Gesellschaft bedeute.
Konrád starb im September 2019 im Alter von 86 Jahren nach langer, schwerer Krankheit in seinem Haus in Budapest.
Sein Nachlass befindet sich im Literaturarchiv der Akademie der Künste, Berlin.

## Schriften

### Zur Übersetzung ins Deutsche
Konráds Werke wurden überwiegend von Hans-Henning Paetzke und Mario Szenessy ins Deutsche übersetzt. Der Roman Kerti mulatság (Das Gartenfest) wurde anhand zweier im Ungarischen unpublizierter Vorläufer-Typoskripte von Paetzke ins Deutsche übersetzt, bevor er im Ungarischen erschien. Inhaltlich entsprechen Das Geisterfest und Melinda und Dragoman somit weitgehend dem Gartenfest. Eine deutsche Übertragung der Endversion des Gartenfestes steht bislang noch aus.

### Romane
- A látogató, 1969 (dt. Der Besucher, übersetzt von Mario Szenessy, Luchterhand, Darmstadt/Neuwied 1969, ISBN 3-472-86333-1, (Neuausgabe) Suhrkamp, Frankfurt 1999, ISBN 3-518-41084-9).
- A városalapító, 1977 (dt. Der Stadtgründer, übersetzt von Mario Szenessy, List, München 1975 (in Ungarn 1977), ISBN 3-471-77938-8).
- A cinkos, 1982 (dt. Der Komplize, übersetzt von Hans-Henning Paetzke, Suhrkamp, Frankfurt 1980, ISBN 3-518-03446-4).
- unveröff. Typoskript (dt. Geisterfest, übersetzt von Hans-Henning Paetzke, Suhrkamp, Frankfurt 1986, ISBN 3-518-03092-2)
- Kerti mulatság, 1987 (keine Übersetzung ins Deutsche vorhanden).
- Hazatérés (dt. Heimkehr, übersetzt von Hans-Henning Paetzke, Suhrkamp, Frankfurt 1988, ISBN 3-518-22281-3).
- Melinda és Drágoman (unveröff. Typoskript), (dt. Melinda und Dragoman, übersetzt von Hans-Henning Paetzke, Suhrkamp, Frankfurt 1991, ISBN 3-518-40417-2).
- Kőóra, 1994 (dt. Steinuhr, übersetzt von Hans-Henning Paetzke, Suhrkamp, Frankfurt 1996, ISBN 3-518-40767-8).
- Hagyaték, 1998 (dt. Der Nachlass, übersetzt von Hans-Henning Paetzke, Suhrkamp, Frankfurt 1999, ISBN 3-518-41085-7).
- Elutazás és hazatérés, 2001 (dt. Glück, übersetzt von Hans-Henning Paetzke, Suhrkamp, Frankfurt 2003, ISBN 3-518-41445-3).
- Fenn a hegyen napfogyatkozáskor, 2003 (dt. Sonnenfinsternis auf dem Berg, übersetzt von Hans-Henning Paetzke, Suhrkamp, Frankfurt 2005, ISBN 3-518-41684-7).
- Kakasok bánata, 2005 (dt. Das Buch Kalligaro, übersetzt von Hans-Henning Paetzke, Suhrkamp, Frankfurt 2007, ISBN 3-518-41883-1 (Autobiografie).[5]).

### Essaybände
- mit Iván Szelényi: Az értelmiség útja az osztályhatalomhoz, 1978 (dt. Die Intelligenz auf dem Weg zur Klassenmacht, übersetzt von Hans-Henning Paetzke, Suhrkamp, Frankfurt 1978, ISBN 3-518-09112-3).
- Antipolitika, 1986 (dt. Antipolitik. Mitteleuropäische Meditationen, übersetzt von Hans-Henning Paetzke, Suhrkamp, Frankfurt 1985, ISBN 3-518-11293-7).
- (dt. Stimmungsbericht, übersetzt von Hans-Henning Paetzke, Suhrkamp, Frankfurt 1988, ISBN 3-518-11394-1).
- Az újjászületés melankóliája, 1991 (dt. Die Melancholie der Wiedergeburt, übersetzt von Hans-Henning Paetzke, Suhrkamp, Frankfurt 1992, ISBN 3-518-11720-3).
- (dt. Identität und Hysterie, Suhrkamp, Frankfurt 1995, ISBN 3-518-11921-4).
- (dt. Vor den Toren des Reichs, Suhrkamp, Frankfurt 1997, ISBN 3-518-12015-8).
- A láthatatlan hang, 1997 (dt. Die unsichtbare Stimme, übersetzt von Hans-Henning Paetzke, Suhrkamp, Frankfurt 1998, ISBN 3-518-41013-X).
- (dt. Die Erweiterung der Mitte. Europa und Osteuropa am Ende des 20. Jahrhunderts, Picus, Wien 1999, ISBN 3-85452-370-X).
- (dt. Der dritte Blick. Betrachtungen eines Antipolitischen, Suhrkamp, Frankfurt 2001, ISBN 3-518-12233-9).
- Inga (dt. Das Pendel. Essaytagebuch. Übersetzt von Hans-Henning Paetzke, Suhrkamp, Berlin 2011, ISBN 978-3-518-42252-6).
- Zsidókról, 2010 (dt. Über Juden, übersetzt von Hans-Henning Paetzke, Suhrkamp Verlag, Berlin 2012, ISBN 978-3-633-54260-4)
- Európa és a nemzetállamok (dt. Europa und die Nationalstaaten, übersetzt von Hans-Henning Paetzke, Suhrkamp, Berlin 2013, ISBN 978-3-518-42371-4).

## Verfilmungen
- 1970: Der Ausbruch (Kitöres)
- 1982: Der Besucher (De smaak van water)

## Auszeichnungen und Ehrungen
- 1982–1984: DAAD-Stipendiat in Berlin und Fellow im Wissenschaftskolleg zu Berlin
- 1983: Herder-Preis, Wien
- 1985: Europäischer Essay-Preis der Charles-Veillon-Stiftung
- 1986: Preis des skandinavischen Verbandes der Friedensforscher und Südwestfunkpreis der Literaturforscher
- 1988: Ehrendoktorwürde der Universität Antwerpen
- 1989: Wilhelm-Heinse-Medaille der Akademie der Wissenschaften und der Literatur, Mainz[6] und Maecenas-Preis, Budapest
- 1990: Manès-Sperber-Preis, Wien und Kossuth-Preis, Budapest
- 1991: Aufnahme in die Akademie der Künste (Berlin)
- 1991: Friedenspreis des Deutschen Buchhandels, Frankfurt am Main[7]
- 1998: Lubiesa-Preis für Dichtung, Montenegro
- 2001: Internationaler Karlspreis der Stadt Aachen als „Brückenbauer für Gerechtigkeit und Versöhnung in Europa“
- 2003: Großes Verdienstkreuz der Bundesrepublik Deutschland
- 2003: Komtur mit Stern des Verdienstordens der Republik Ungarn
- 2007: Franz-Werfel-Menschenrechtspreis
- 2014: Buber-Rosenzweig-Medaille